# L'Ouest, le vrai
L'Ouest, le vrai (True West) est une pièce de théâtre écrite par Sam Shepard, créée en 1980 au Théâtre de l'Athénée-Louis-Jouvet, mise en scène par Jean-Michel Ribes et Luc Béraud. 
Cette pièce a été reprise en tournée en 1985 par le Théâtre des Célestins.